# أنجيل لوبيز
أنجيل لوبيز (بالإسبانية: Ángel Domingo López Ruano)‏ (مواليد 10 مارس 1981 في لاس بالماس د يجران كناريا - إسبانيا) لاعب كرة قدم إسباني يلعب حاليا لصالح نادي الدرجة الأولى فياريال الإسباني منذ 2007 في مركز الظهير الأيمن .

## روابط خارجية
- أنجيل لوبيز على موقع الاتحاد الأوربي (الإنجليزية)
- أنجيل لوبيز على موقع قاعدة بيانات كرة القدم.إي يو (الإنجليزية)
- أنجيل لوبيز على موقع ناشيونال فوتبول تيمز (الإنجليزية)
- أنجيل لوبيز على موقع Soccerbase.com (لاعب) (الإنجليزية)
- أنجيل لوبيز على موقع Soccerway.com (الإنجليزية)
- أنجيل لوبيز على موقع عالم كرة القدم.نت (الإنجليزية)
- أنجيل لوبيز على موقع AS.com (الإسبانية)